# Marika Formgren
Marika Formgren, född den 7 maj 1974, är en svensk journalist och liberalkonservativ opinionsbildare.

## Arbetsliv
Formgren, som är utbildad journalist, var först nyhetsreporter i sju år innan hon blev ledarskribent.
Formgren var fast anställd ledarskribent på Östgöta Correspondenten och har senare beskrivit hur hon i juni 2012 från sin chef belades med skrivförbud om ämnen som rörde integration, invandring, feminism, jämställdhet eller familjefrågor. Hon tog tjänstledigt från Corren och tog ett vikariat på Smålandsposten i fem månader följt av ett vikariat på Svenska nyhetsbyrån i elva månader med förlängd tjänstledighet från Corren. Vid årsskiftet 2013/2014 sade hon upp sig från Corren för att istället utbilda sig till ingenjör.
I en artikel i Axess i januari 2014 beskrev hon hur hon hade sagt upp sig från sin tjänst på Östgöta Correspondenten eftersom hon där inte fick uttrycka sig fritt utan tvingades "anpassa sig till informella regler för vad som anses politiskt korrekt". I samma artikel beskriver sig Marika Formgren som "konservativ i den meningen att [hon] tror att samhällsförändringar bör växa fram organiskt". Sommaren 2014 medverkade Formgren i det danska radioprogrammet Danmarks röst där hon berättade om sin tid som journalist och ledarskribent på olika tidningar. Hon uppgav själv att hon slutade skriva ledartexter eftersom hon ledsnade på åsiktskorridoren och förhindrades framföra kritik mot alliansen.
| ”                                                 | Jag ledsnade på åsiktskorridoren, på att inte få tänka fritt och inte få kritisera Alliansen. Jag råkade ut för skrivförbud, ställda texter och order om att stryka eller ”slipa av” formuleringar. Det var nog bäst både för mig och för den borgerliga opinionsjournalistiken att vi gick skilda vägar. | „ |
| – Marika Formgren, intervjuad i Dagens Arena 2015 | |   |

Formgren skrev i magasinet Neo om skillnaden mellan vad hon kallade åsiktsfrihetsdemokrati och värdegrundsdemokrati.
Efter att Dagens Nyheters journalist Niklas Orrenius och Expressens Annika Hamrud under en längre tid hade sökt Barbro Jöberger, och även besökt dennas hem, för att bekräfta att hon låg bakom pseudonymen Julia Caesar uppmanade Formgren hösten 2015 på sin blogg till bojkott av tidningen Dagens Nyheter. Efter att kritik mot Marika Formgrens uppmaning till bojkott resulterat i att även tidskriften Neo fick utstå negativ kritik på grund av att hon ingick i tidskriftens redaktionsråd valde Marika Formgren att lämna redaktionsrådet, vilket bestod av en grupp utomstående personer som utan ersättning kom med idéer till redaktionen.